# Norma social
Em sociologia, uma norma ou norma social, é uma regra socialmente reforçada. A sanção social é o que distingue as normas de outros produtos culturais ou constructos sociais tais como significado e valores. Normas e ausência de normas afetam de forma ampla o comportamento humano.

## Visão geral
Normas sociais podem ser vistas como declarações que regulam o comportamento e atuam como controles sociais informais. Elas são geralmente baseadas em alguns graus de consenso e são reforçadas por sanções sociais. A fim de explicar o conteúdo das regras normativas, três modelos diferentes são identificados:
- Foco nas ações do ego de um indivíduo;
- Foco nas reações do ego às ações do alter
- Negociação entre ego e alter.

## Leituras adicionais
- FUKUYAMA, Francis. A grande ruptura: a natureza humana e a reconstituição da ordem social. Rio de Janeiro: Rocco, 2000. ISBN 8532511066
- LEERS, Bernardino. Jeito brasileiro e norma absoluta. Petrópolis (RJ): Vozes, 1982.

### Em inglês
- (em inglês)-Common Knowledge em Stanford Encyclopedia of Philosophy
- (em inglês)-Cidadão Modelo - Exemplos do Mundo Real para Comportamento Normativo Esperado